# Новогригорово
Новогригорово — упразднённая деревня в Сергиево-Посадском городском округе Московской области России.

## География
Урочище находится в северо-восточной части области, в зоне хвойно-широколиственных лесов, к северу от реки Пульмеши, на расстоянии примерно 19 километров (по прямой) к северо-западу от города Сергиев Посад, административного центра округа.

### Климат
Климат характеризуется как умеренно континентальный, с умеренно холодной зимой и тёплым летом. Среднегодовая температура воздуха — +2,7 °C. Средняя температура воздуха самого холодного месяца (января) — −11,3 °C (абсолютный минимум — −48 °C), средняя температура самого тёплого (июля) — +17 °С (абсолютный максимум — +36 °C). Годовое количество атмосферных осадков — 630 мм, из которых около 70 % выпадает в период с апреля по октябрь.

## История
В «Списке населенных мест Владимирской губернии по сведениям 1859 года» населённый пункт упомянут как владельческая деревня Григоровские выселки, Александровского уезда, расположенная при пруде, в 58 верстах от уездного города. В деревне насчитывалось 13 дворов и проживало 112 человек (46 мужчин и 66 женщин).
По состоянию на 1905 год, в Ново-Григорове имелось 13 дворов и проживало 68 человек. В административном отношении деревня входила в состав Ерёминской волости.
По данным 1926 года в деревне имелось 15 хозяйств и проживал 61 человек (30 мужчин и 31 женщина). Являлась частью Ерёминского сельсовета Ерёминской волости Сергиевского уезда Московской губернии.